# Barbara Stok
Barbara Stok (Groningen, 24 februari 1970) is een Nederlands stripmaker. Ze maakt vooral autobiografische stripverhalen. Die beschrijven met humor de grote en kleine vragen van het leven en zijn hoofdzakelijk gesitueerd rond haar woonplaats Groningen. Voor haar oeuvre ontving ze in 2009 de Stripschapprijs.
In 1996 begon ze in eigen beheer een serie comics uit te geven. Twee jaar later werd deze "Barbaraal-reeks" door uitgeverij Nijgh & van Ditmar gebundeld tot haar eerste stripboek, "Barbaraal tot op het bot". Het album werd door het Stripschap genomineerd voor beste Nederlandse stripboek van dat jaar. In de eerste bundel speelt de scene rond het poppodium Vera vaak een belangrijke rol. 
Haar tweede boek, "Je geld of je leven", was een van de eerste graphic novels in Nederland. Hierin vertelt de stripmaker in één lang verhaal over de fulltimebaan die ze had als journalist/fotograaf. 
Naast haar werk als stripauteur is Stok ook als drummer actief geweest. Ze speelde in diverse bands, waaronder de thrashpunk-formatie de Straaljagers. De belevenissen van de band tijdens een tournee in Spanje verwerkte ze tot een verhaal in het stripalbum "Op tour door Spanje". 
In 2010 verscheen het prentenboek "Over de levensgenieter die haar angst voor de dood wil verdrijven". Al filosoferend over de dood vindt Stok de zin van het leven. In 2012 verscheen “Vincent”. Dit werd haar internationale doorbraak. Deze beeldroman over Vincent van Gogh verscheen in meer dan twintig landen. 
Sinds november 2020 is ze de scenarist van Jan, Jans en de kinderen.
In 2021 kwam "De filosoof, de hond en de bruiloft" uit, een stripbiografie over de filosofe Hipparchia. Het boek stond ook centraal in de op 5 december 2023 bij Het uur van de Wolf op NPO 2 uitgezonden documentaire over het leven en de ideeën van de stripmaker, getiteld Barbara Stok - Hoe goed te leven. 

## Partij voor de Dieren
- Voor de Tweede Kamerverkiezingen 2021 stond Stok op de 45e plaats op de kandidatenlijst voor de Partij voor de Dieren als lijstduwer.